# Oren Aharoni
Oren Aharoni (in ebraico אורן אהרוני‎?; Tel Aviv, 12 novembre 1973) è un allenatore di pallacanestro, dirigente sportivo ed ex cestista israeliano.

## Carriera
Con Israele ha disputato i Campionati europei del 1997.

## Palmarès

### Allenatore

#### Squadra
- Coppa di Israele: 1

Bnei Herzliya: 2022

#### Individuale
- Miglior allenatore della Ligat ha'Al: 1

Bnei Herzliya: 2021-2022